# Lucky Beginners
Lucky Beginners est un film américain réalisé par Gordon Douglas et sorti en 1935.

## Fiche technique
- Réalisation : Gordon Douglas
- Chef-opérateur : George Webber
- Montage : Leo Zochling
- Production : Hal Roach
- Durée : 20 minutes
- Date de sortie : 
  - États-Unis : 3 août 1935

## Distribution
- Eddie Foy Jr.
- Ted Claire
- John Lutz
- Tarzan Goldberg
- Harry O'Donovan
- Ted Press
- Charles Murray
- Alan Janz
- Leon Schindler
- Beverly Burkes
- Junior Smythe
- Elsie Jones
- Georgia Jones
- Marj Garren
- Jackie Michaels